# محوطه سوراخ گرگک ۷
محوطه سوراخ گرگک ۷ مربوط به دوره هخامنشی است و در شهرستان کوهرنگ، بخش مرکزی، دهستان شوراب تنگزی، ۵/۲ کیلومتری شرق چلگرد به خط مستقیم، شیب انتهایی دامنهٔ غربی کوه سوارخ گرگک واقع شده و این اثر در تاریخ ۲۷ اسفند ۱۳۸۷ با شمارهٔ ثبت ۲۶۳۰۸ به‌عنوان یکی از آثار ملی ایران به ثبت رسیده است.